# São Nicolau (Porto)
São Nicolau é uma antiga freguesia portuguesa do concelho do Porto que, pela Lei n.º 11-A/2013 de 28 de janeiro, foi integrada na União das Freguesias de Cedofeita, Santo Ildefonso, Sé, Miragaia, São Nicolau e Vitória.
Tinha sido uma freguesia criada em 1583 pelo bispo Marcos de Betânia e aumentada em 1592 quando recebeu parte da freguesia de São João de Belmonte que se extinguiu nessa altura. 

## População
| População da freguesia de São Nicolau | População da freguesia de São Nicolau | População da freguesia de São Nicolau | População da freguesia de São Nicolau | População da freguesia de São Nicolau | População da freguesia de São Nicolau | População da freguesia de São Nicolau | População da freguesia de São Nicolau | População da freguesia de São Nicolau | População da freguesia de São Nicolau | População da freguesia de São Nicolau | População da freguesia de São Nicolau | População da freguesia de São Nicolau | População da freguesia de São Nicolau | População da freguesia de São Nicolau |
| ------------------------------------- | ------------------------------------- | ------------------------------------- | ------------------------------------- | ------------------------------------- | ------------------------------------- | ------------------------------------- | ------------------------------------- | ------------------------------------- | ------------------------------------- | ------------------------------------- | ------------------------------------- | ------------------------------------- | ------------------------------------- | ------------------------------------- |
| 1864                                  | 1878                                  | 1890                                  | 1900                                  | 1911                                  | 1920                                  | 1930                                  | 1940                                  | 1950                                  | 1960                                  | 1970                                  | 1981                                  | 1991                                  | 2001                                  | 2011                                  |
| 6 548                                 | 6 091                                 | 5 658                                 | 5 593                                 | 6 303                                 | 5 435                                 | 6 347                                 | 7 881                                 | 7 685                                 | 7 825                                 | 7 040                                 | 4 840                                 | 3 957                                 | 2 937                                 | 1 906                                 |

Pelo decreto nº 40.526, de 08/02/1956, foram-lhe fixados os actuais limites.
| Distribuição da População por Grupos Etários | Distribuição da População por Grupos Etários | Distribuição da População por Grupos Etários | Distribuição da População por Grupos Etários | Distribuição da População por Grupos Etários | Distribuição da População por Grupos Etários | Distribuição da População por Grupos Etários | Distribuição da População por Grupos Etários | Distribuição da População por Grupos Etários | Distribuição da População por Grupos Etários |
| -------------------------------------------- | -------------------------------------------- | -------------------------------------------- | -------------------------------------------- | -------------------------------------------- | -------------------------------------------- | -------------------------------------------- | -------------------------------------------- | -------------------------------------------- | -------------------------------------------- |
| Ano                                          | 0-14 Anos                                    | 15-24 Anos                                   | 25-64 Anos                                   | > 65 Anos                                    |                                              | 0-14 Anos                                    | 15-24 Anos                                   | 25-64 Anos                                   | > 65 Anos                                    |
| 2001                                         | 421                                          | 445                                          | 1 454                                        | 617                                          |                                              | 14,3%                                        | 15,2%                                        | 49,5%                                        | 21,0%                                        |
| 2011                                         | 221                                          | 200                                          | 1 005                                        | 480                                          |                                              | 11,6%                                        | 10,5%                                        | 52,7%                                        | 25,2%                                        |

Média do País no censo de 2001:  0/14 Anos-16,0%; 15/24 Anos-14,3%; 25/64 Anos-53,4%; 65 e mais Anos-16,4%
Média do País no censo de 2011:   0/14 Anos-14,9%; 15/24 Anos-10,9%; 25/64 Anos-55,2%; 65 e mais Anos-19,0%

## Património

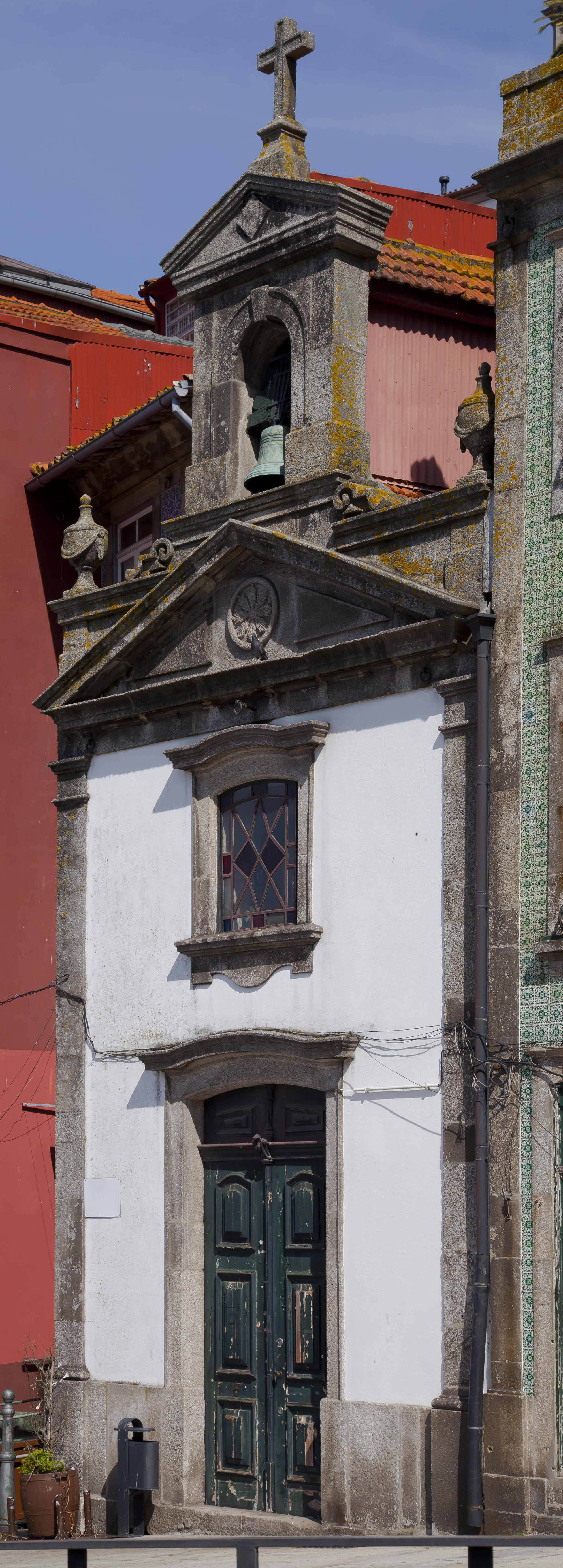
Capela da Lada.

### Referenciado pelo IHRU
- Antiga Bolsa dos Comerciantes[6]
- Capela da Lada[7]
- Capela da Senhora da Piedade (Capela de Nossa Senhora do Ó)[8]
- Capela de São Salvador do Mundo[9]
- Casa da Reboleira Nº 55
- Casa da Rua da Reboleira, n.º 59
- Edifício da Junta de Freguesia de São Nicolau[10]
- Edifício da Rua da Reboleira, Nº 35 - 37 (Edifício do Centro Regional de Artes Tradicionais - CRAT)[11]
- Edifício Douro (Edifício da Antiga Companhia de Seguros Douro / Antigo Convento de São Domingos)[12]
- Estátua do Infante D. Henrique[13]
- Farmácia Moreno (Edifício nº 44 no Largo de São Domingos)[14]
- Feitoria Inglesa
- Hospital de São Francisco[15]
- Igreja e Recolhimento de Nossa Senhora do Patrocínio (Recolhimento do Ferro)
- Igreja de São Nicolau
- Igreja da Venerável Ordem Terceira de São Francisco
- Instituto do Vinho do Porto (Antigo Banco Comercial do Porto)[16]
- Nicho do Senhor da Boa Fortuna[17]
- Palacete de Belomonte
- Passos da Via Sacra (Capela de São Nicolau)[18]
- Teatro de Marionetas do Porto[19]
- Torre da Rua de Baixo[20]

### Outros
- Duque da Ribeira (busto)
- O Cubo (escultura)
- Ribeira Negra (mural)

## Arruamentos
A antiga freguesia de São Nicolau contém 59 arruamentos. São eles:
| - Cais da Estiva - Cais da Ribeira - Cais dos Guindais - Calçada do Forno Velho - Escadas da Vitória¹ - Escadas das Verdades² - Escadas de S. Francisco de Borja - Escadas do Barredo² - Escadas do Caminho Novo³ - Escadas do Codeçal² - Escadas do Colégio² - Escadas do Recanto - Largo de São Domingos¹ ² - Largo do Colégio² - Largo do Padre Américo | - Largo do Terreirinho - Largo do Terreiro - Largo dos Arcos da Ribeira - Muro dos Bacalhoeiros - Pátio de S. Salvador - Ponte de Luiz I² - Postigo do Carvão - Praça da Ribeira - Praça do Infante D. Henrique - Rua da Alfândega - Rua da Bainharia² - Rua da Bolsa - Rua da Fonte Taurina - Rua da Lada - Rua da Reboleira | - Rua da Senhora das Verdades² - Rua da Vitória¹ - Rua das Taipas¹ ³ - Rua de Baixo - Rua de Belomonte³ - Rua de Cima do Muro - Rua de Ferreira Borges - Rua de Mouzinho da Silveira² - Rua de S. Francisco - Rua de S. Francisco de Borja - Rua de S. João - Rua de S. João Novo - Rua de S. Nicolau - Rua de Sant'Ana² - Rua de Sousa Viterbo | - Rua do Barredo - Rua do Clube Fluvial Portuense - Rua do Comércio do Porto - Rua do Infante D. Henrique - Rua do Outeirinho - Rua dos Canastreiros - Rua dos Mercadores - Rua Nova da Alfândega³ - Travessa da Bainharia² - Travessa de S. Nicolau - Travessa do Barredo - Travessa do Outeirinho - Travessa dos Canastreiros - Viela do Buraco |

1Partilhada com a freguesia da Vitória.
²Partilhada com a freguesia da Sé.
³Partilhada com a freguesia de Miragaia.

## Política

### Eleições autárquicas (Junta de Freguesia)
| Partido | 1976 | 1976 | 1979 | 1979 | 1982 | 1982 | 1985 | 1985 | 1989 | 1989 | 1993 | 1993 | 1997 | 1997 | 2001 | 2001 | 2005 | 2005 | 2009 | 2009 |
| Partido | %    | M    | %    | M    | %    | M    | %    | M    | %    | M    | %    | M    | %    | M    | %    | M    | %    | M    | %    | M    |
| ------- | ---- | ---- | ---- | ---- | ---- | ---- | ---- | ---- | ---- | ---- | ---- | ---- | ---- | ---- | ---- | ---- | ---- | ---- | ---- | ---- |
| PS      | 44,7 | 5    | 38,6 | 6    | 39,6 | 6    | 29,0 | 3    | 36,0 | 4    | 48,5 | 5    | 44,9 | 5    | 36,2 | 4    | 43,8 | 5    | 39,3 | 4    |
| PPD/PSD | 19,7 | 2    |      |      |      |      | 30,1 | 3    | 29,3 | 3    | 28,0 | 3    |      |      |      |      |      |      |      |      |
| APU/CDU | 16,0 | 1    | 17,3 | 2    | 24,0 | 3    | 22,8 | 2    | 22,7 | 2    | 13,5 | 1    | 23,7 | 2    | 12,8 | 1    | 15,1 | 1    | 22,9 | 2    |
| CDS-PP  | 10,7 | 1    |      |      |      |      | 6,4  | -    | 5,7  | -    | 6,3  | -    |      |      |      |      |      |      |      |      |
| AD      |      |      | 36,2 | 5    | 32,0 | 4    |      |      |      |      |      |      |      |      |      |      |      |      |      |      |
| PRD     |      |      |      |      |      |      | 10,9 | 1    | 1,5  | -    |      |      |      |      |      |      |      |      |      |      |
| PSD-CDS |      |      |      |      |      |      |      |      |      |      |      |      | 23,9 | 2    | 31,9 | 3    | 29,0 | 3    | 24,4 | 2    |
| IND     |      |      |      |      |      |      |      |      |      |      |      |      |      |      | 14,1 | 1    |      |      |      |      |
| B.E.    |      |      |      |      |      |      |      |      |      |      |      |      |      |      | 1,8  | -    | 7,5  | -    | 10,0 | 1    |